# محطة كودانكولام للطاقة النووية
محطة كودانكولام للطاقة النووية هي أكبر محطة طاقة نووية في الهند تقع في ولاية تاميل نادو.بدأ بناء المحطة في 31 مارس 2002.